# José Leandro Andrade
José Leandro Andrade (född 22 november 1901 i Salto, Uruguay – död 5 oktober 1957 i Montevideo, Uruguay), var en fotbollsspelare från Uruguay. Han hade en mittfältsposition och deltog bland annat i Uruguays trupp i VM 1930 där laget vann guld. Han vann också tre Sydamerikanska mästerskap, samt två Olympiska guld.

## Meriter
| Lagmeriter                                                  | Lagmeriter | Lagmeriter                                        |
| Uruguay                                                     | Uruguay    | Uruguay                                           |
| ----------------------------------------------------------- | ---------- | ------------------------------------------------- |
| Världsmästerskapet i fotboll                                | (1)        | 1930                                              |
| Olympiska spelen                                            | (2)        | 1924, 1928                                        |
| Copa América                                                | (3)        | 1923, 1924, 1926, (silvermedalj 1927, brons 1929) |
| Nacional                                                    |            |                                                   |
| Primera División                                            | (4)        | 1926, 1928, 1929, 1930                            |
| Individuella meriter                                        |            |                                                   |
| Bäste spelare: Copa América                                 |            | 1927                                              |
| 20:e plats århundradets bäste sydamerikanske spelare: IFFHS |            | 1900-talet (listan gjordes 2006)                  |
| 29:e plats århundradets bäste spelare: IFFHS                |            | 1900-talet (listan gjordes 2006)                  |